# Општина Новаци
Општина Новаци је једна од 9 општина Пелагонијског региона у Северној Македонији. Седиште општине је истоимено село Новаци.

## Положај
Општина Новаци налази се у јужном делу Северне Македоније и гранична је према Грчкој на истоку и југу. Са других страна налазе се друге општине Северне Македоније:
- север — Општина Прилеп
- северозапад — Општина Могила
- запад — Општина Битољ

## Природне одлике
Рељеф: Општина Новаци подељена је на две области. Западна половина општине је део равне и плодне Пелагоније, док је источна половина део Маријова, камените и голе планиске области. Ове две области одељене су Селечком планином, која се пружа средином општине, док се на југоистоку пружају планине Козјак, Кајмакчалан и Ниџе.
Клима у општини влада умерено континентална клима.
Воде: Црна Река је једини већи водоток у општини, а сви мањи водотоци се уливају у ову реку. У западном делу општине она је мирна, равничарска река, док у источном гради клисуру.

## Становништво
Општина Новаци имала је по последњем попису из 2002. г. 3.549 ст., од чега у седишту општине, селу Новацима, 1.283 ст. (36%). Општина је изразито ретко насељена.
Национални састав по попису из 2002. године био је:
|           | Број  | Постотак |
| Укупно    | 3.549 | 100%     |
| Македонци | 3.490 | 98,3%    |
| Турци     | 27    | 0,8%     |
| остали    | 32    | 0,9%     |

## Насељена места
У општини постоји 40 насељених места, сва са статусом села:
| - Новаци - Арматуш - Балдовенци - Бач - Биљаник - Брод - Будимирци - Брник | - Велесело - Врањевци - Гермијан - Гњеотино - Гњилеж - Горњи Агларци - Градешница - Грумази | - Груништа - Далбеговци - Добровени - Добромири - Доњи Агларци - Доње Орехово - Живојно - Зовић | - Ивени - Маково - Мегленци - Ново Село - Орле - Паралово - Петалино - Полог | - Рапеш - Рибарци - Скочивир - Сливица - Совић - Старавина - Суводол - Тепавци |  |

## Знаменитости
- Српско војничко гробље у Скочивиру, везано за битку на Кајмакчалану из Првог светског рата.